# Globasnitz
Globasnitz, slowenisch Globasnica, ist eine im Bezirk Völkermarkt in Österreich, im Bundesland Kärnten gelegene zweisprachige Gemeinde mit 1576 Einwohnern (Stand 1. Jänner 2025).

## Geographie

### Geographische Lage
Die Gemeinde Globasnitz liegt zwischen dem südlichen Rand des Jaunfelds und den Karawanken. Der Hauptort Globasnitz ist ungefähr 7 km Luftlinie von der österreichisch-slowenischen Staatsgrenze entfernt.

### Gemeindegliederung
Globasnitz ist in die vier Katastralgemeinden Globasnitz (Globasnica), Wackendorf (Večna vas), Jaunstein (Podjuna) und St. Stefan (Šteben) unterteilt. Das Gemeindegebiet umfasst folgende zehn Ortschaften (Einwohnerzahl Stand 1. Jänner 2025):
- Globasnitz / Globasnica (265) samt Podrain
- Jaunstein / Podjuna (147)
- Kleindorf / Mala vas (222)
- Podrain / Podroje (95)
- St. Stefan / Šteben (247)
- Slovenjach / Slovenje (12)
- Traundorf / Strpna vas (332)
- Tschepitschach / Čepiče (71)
- Unterbergen / Podgora (33)
- Wackendorf / Večna vas (152)

### Nachbargemeinden

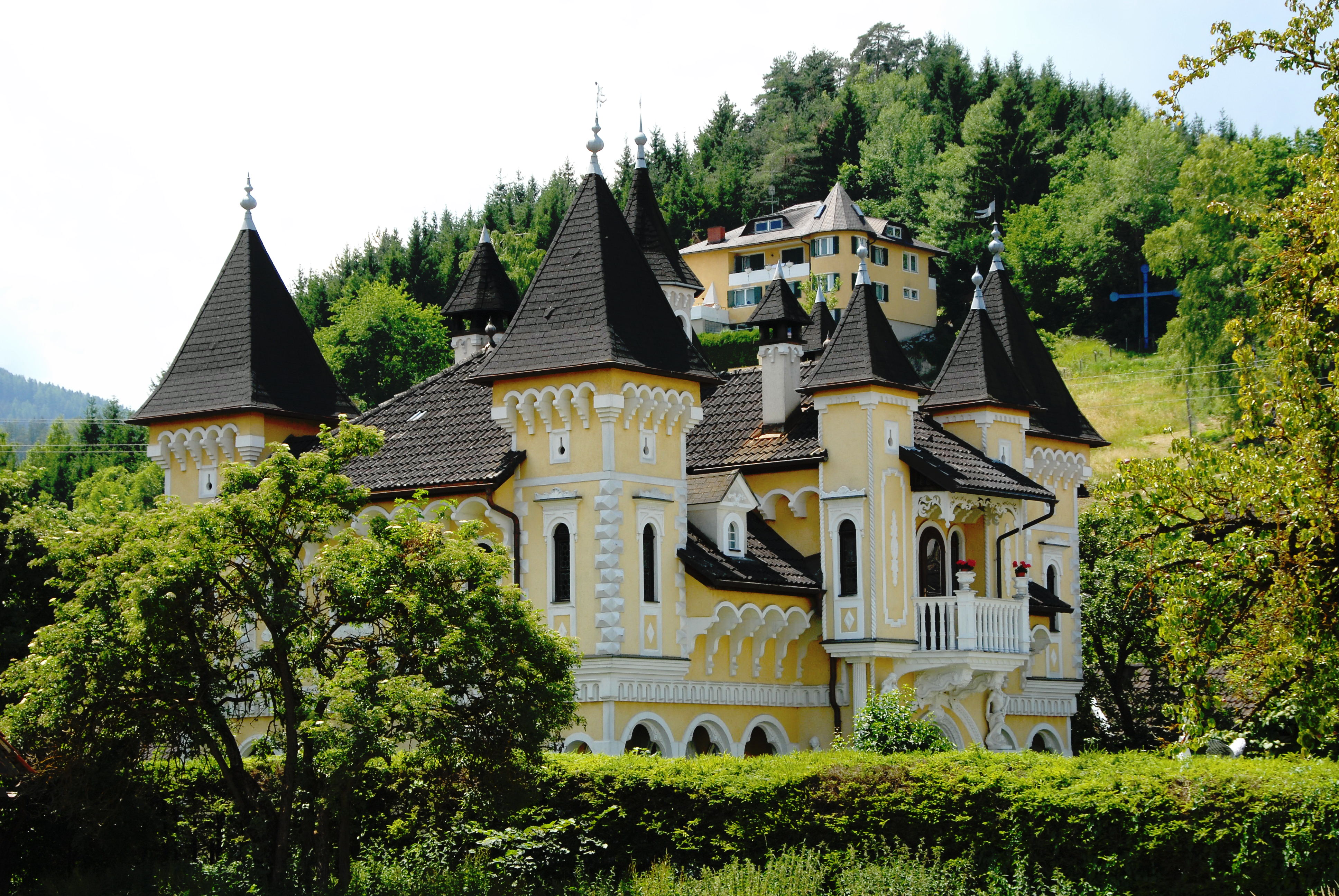
Schloss Elberstein

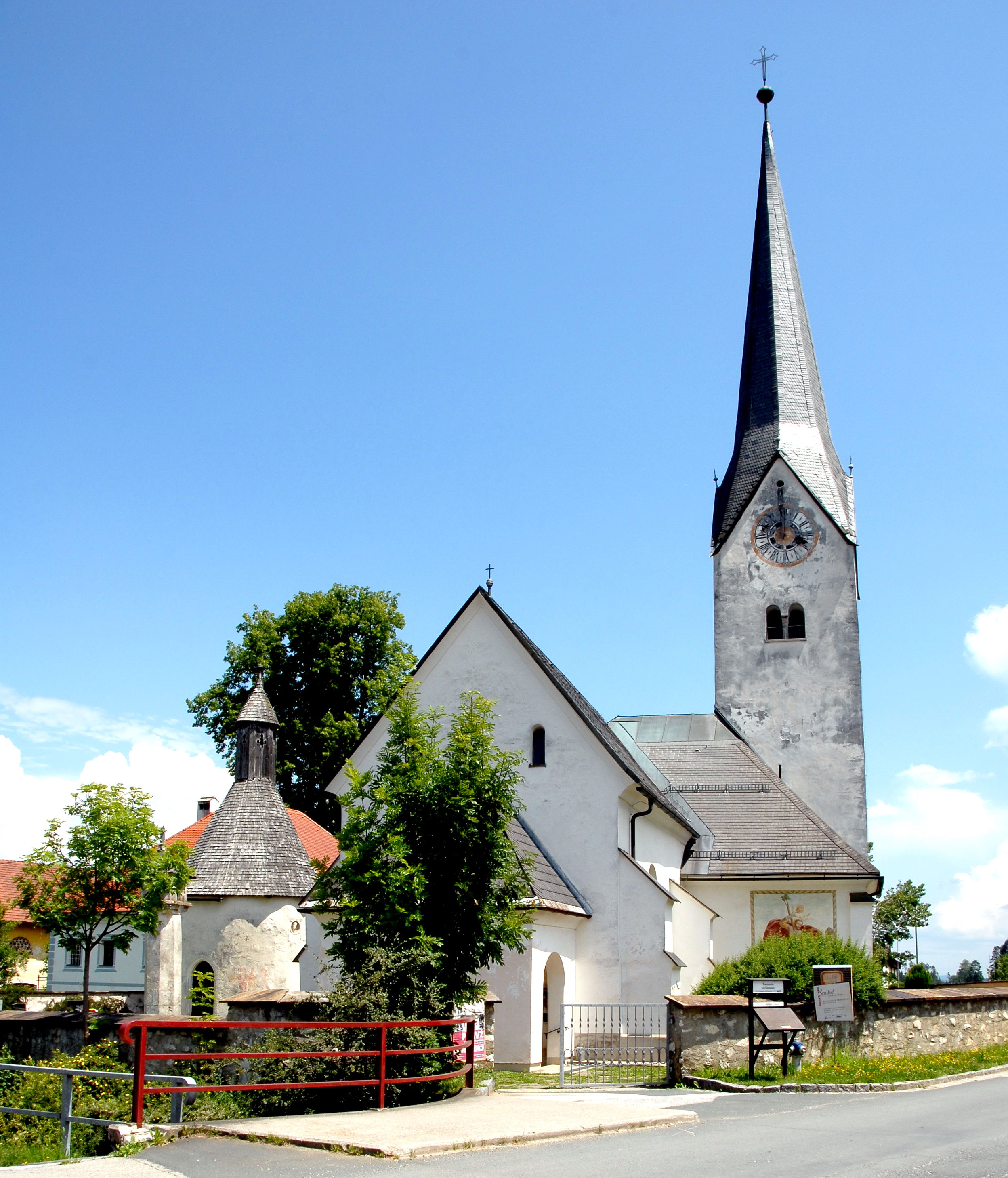
Pfarrkirche Mariä Himmelfahrt

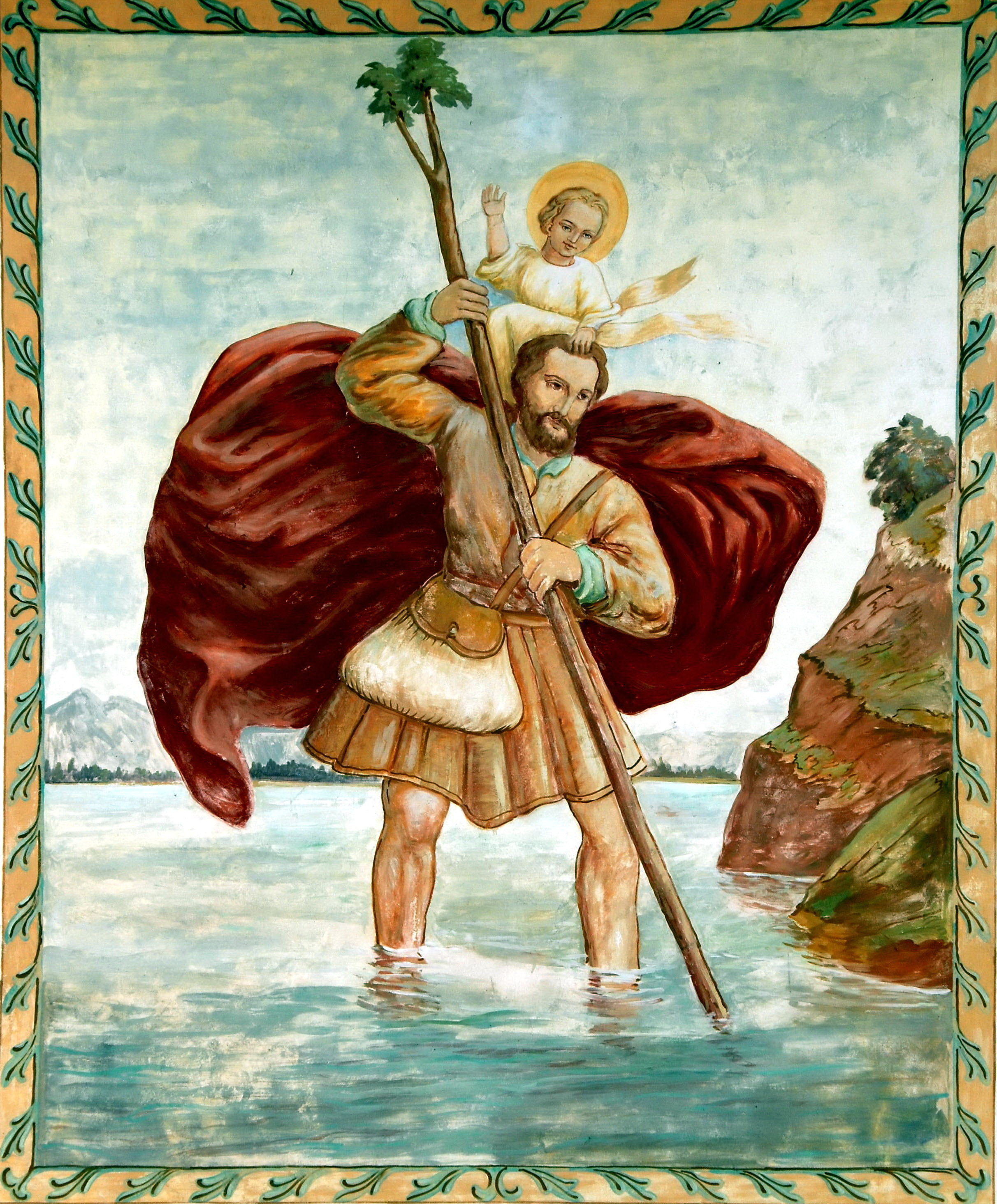
Christopherus Fresko an der Westwand der Pfarrkirche

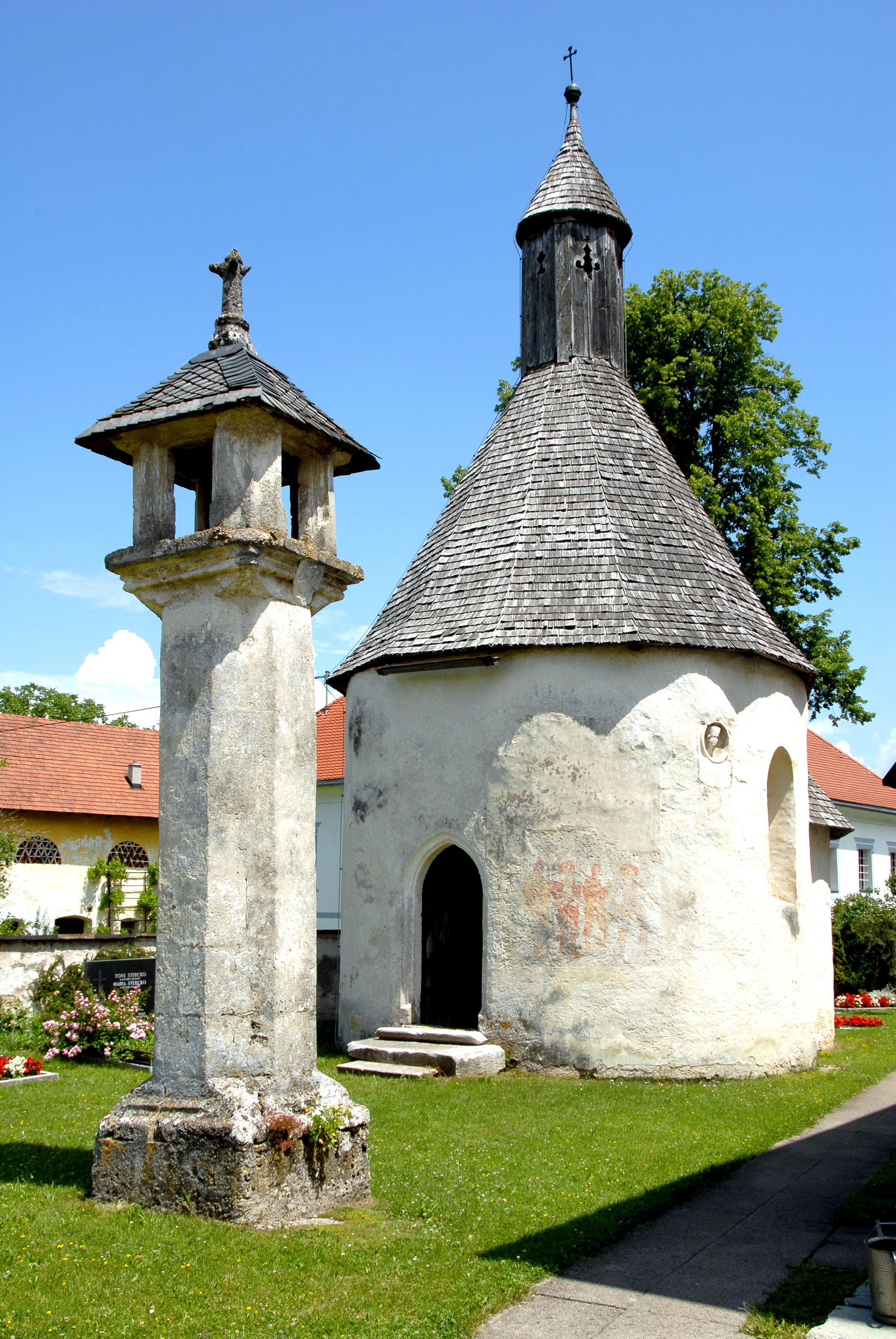
Totenleuchte und Karner auf dem Friedhof

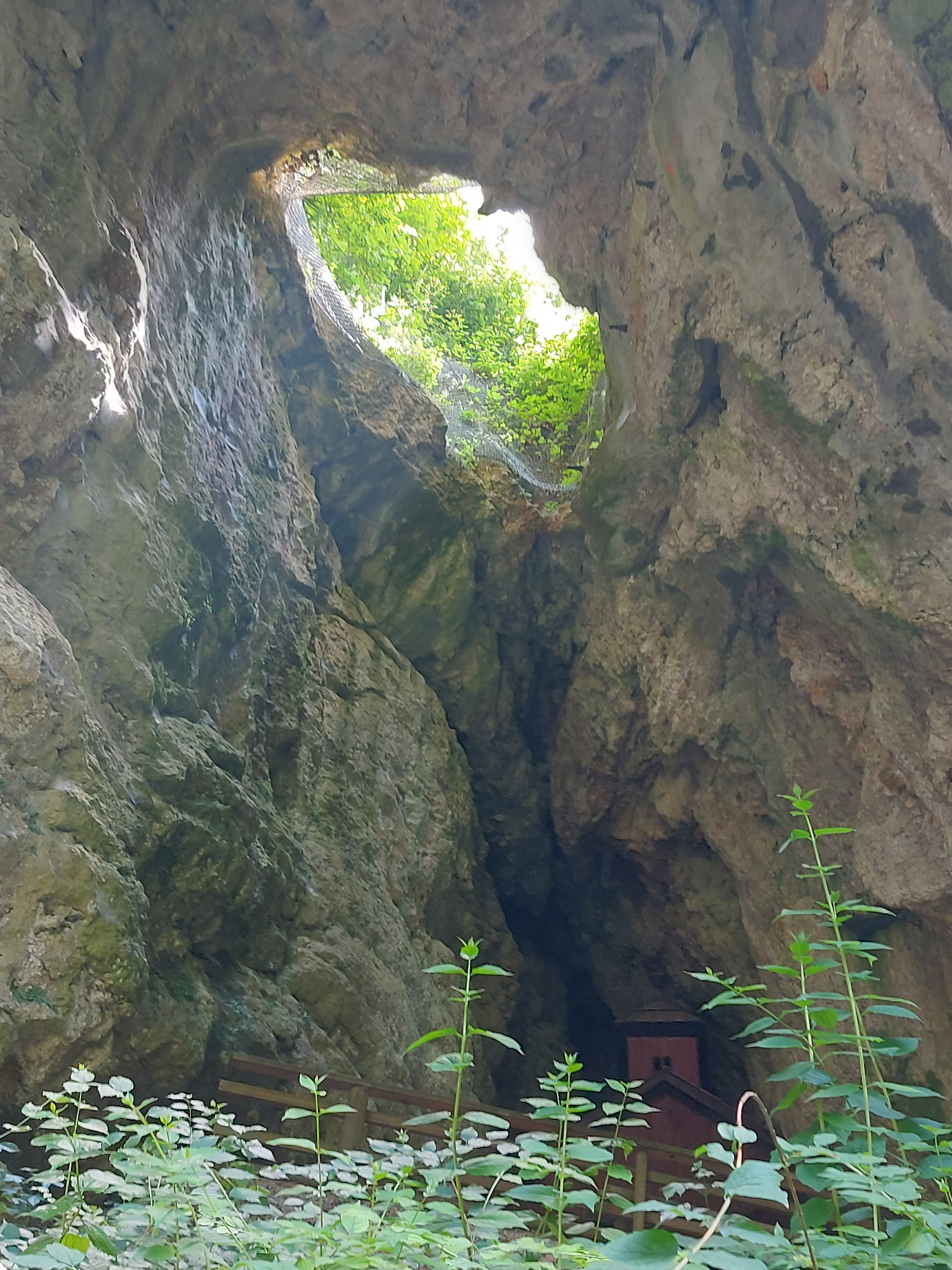
Rosaliengrotte auf dem Hemmaberg

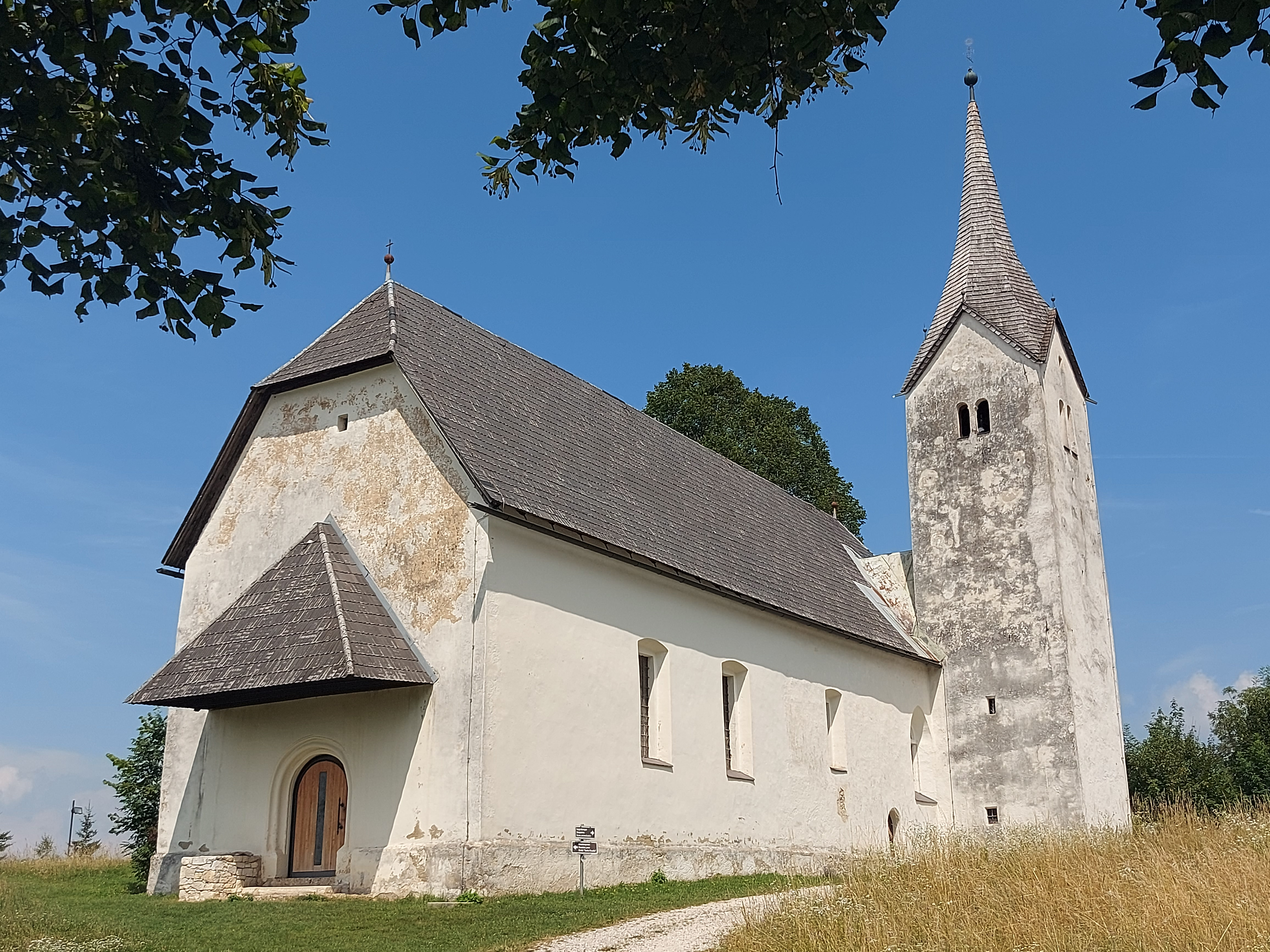
Wallfahrtskirche hl. Hemma und Dorothea

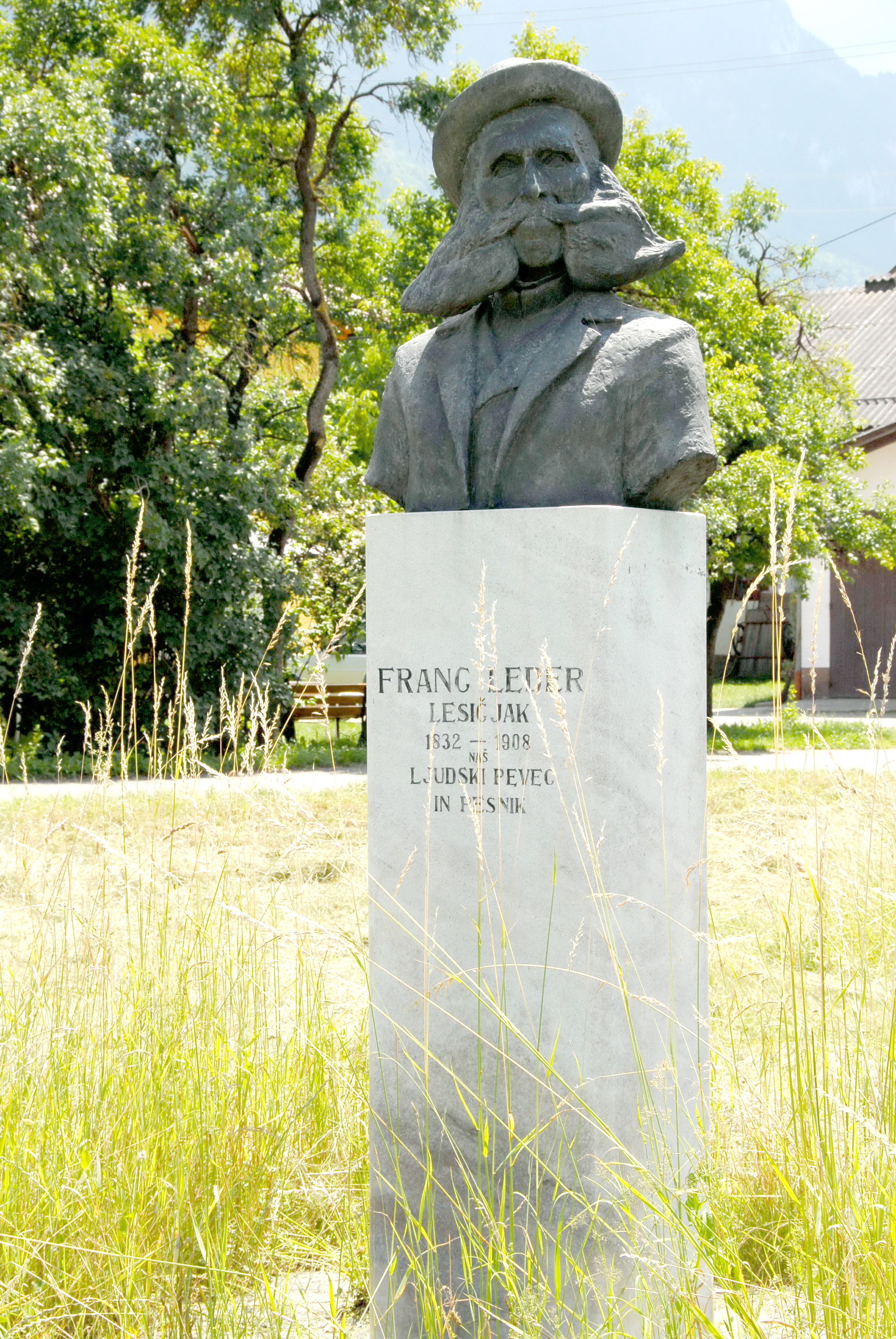
Denkmal für den Volksdichter Franc Leder

|             | Eberndorf                                   |                       |
| Sittersdorf | Kompassrose, die auf Nachbargemeinden zeigt | Feistritz ob Bleiburg |
|             | Eisenkappel-Vellach                         |                       |

## Geschichte
Bereits die Kelten dürften den auf dem Gemeindegebiet von Globasnitz befindlichen Hemmaberg besiedelt haben. Am Hemmaberg befand sich eine Kultstätte, die dem Gott Jovenat geweiht war.
Mit der römischen Okkupation des Noricums 15 v. Chr. entstanden ab der Regierungszeit des römischen Kaisers Claudius auch Siedlungen in der Talebene. Grabungsfunde weisen auf ein Militärlager sowie die Bedeutung als Relaisstation entlang der Römerstraße von Virunum (bei Maria Saal) nach Celeia (Celje) über den Luschasattel hin. Das Siedlungszentrum im Bereich des heutigen Hauptortes Globasnitz wurde Iuenna genannt, wovon sich auch die Bezeichnung „Jauntal“ ableitet. Iuenna gehörte zum Stadtgebiet von Virunum. Westlich und östlich der antiken bzw. der heutigen Siedlungen befinden sich antike Grabfelder. Die Funde sind in einem Museum im Ortszentrum zu besichtigen. Kostbarkeiten wie oströmisches Glas, griechische Keramik, römische Weine, wertvolle Textilien und Schmuckstücke oder römische Bodenmosaike waren den Bewohnern von Iuenna nicht fremd. Römische und keltische Götter wurden gleichermaßen verehrt.
Die Funktion der Siedlung als Militärstützpunkt und Relaisstation ebenso wie die Handelsroute zum oströmischen Reich blieb auch noch unter dem Ostgotenkönig Theoderich intakt. Bereits im Laufe des 4. Jahrhunderts wurde das Gebiet im Arianischen Glauben christianisiert. Auf dem Hemmaberg wurden neben einer älteren Kirche zwei annähernd gleichzeitig erbaute frühchristliche Doppelkirchen ausgegraben, die teilweise reich mit Mosaiken im römischen Stil geschmückt waren.
Nach der sukzessiven Besiedlung durch slawische Stämme in der Spätantike um 500 n. Chr. erlosch die Handelsroute und die schwer zu verteidigenden Talsiedlungen verschwanden. Ein Teil der Bevölkerung dürfte sich wieder auf den Hemmaberg zurückgezogen haben. Geblieben ist die slawische Bevölkerung, aus der in der Folge die Slowenen hervorgegangen sind, wobei es durchaus auch zu gewissen Formen der kulturellen Kontinuität und Inkulturation – wie sie sich notwendigerweise aus der Tradierung vorslawischer Flur- oder Gewässernamen ergibt – gekommen ist. Bei der Volkszählung 1910 hatten 1264 Personen Slowenisch und 21 Personen Deutsch als Umgangssprache angegeben. Zu Beginn der Ersten Republik war Globasnitz Sitz einer slowenischen Pfarre.
Der Ortsname von Globasnitz wurde urkundlich erstmals zwischen 1143 und 1163 als Globasinvilla erwähnt. Die Kirche wurde 1265 erstmals erwähnt, als Pfarre 1296.
Die Ortsgemeinde Globasnitz entstand im Jahr 1850 und war zwischen 1865 und 1876 an die Gemeinde Eberndorf angeschlossen. Bei der Gemeindestrukturreform im Jahr 1973 wurde das Gemeindegebiet um Teile der Nachbargemeinden Eberndorf, Sittersdorf und Feistritz ob Bleiburg erweitert.

## Bevölkerung
Nach der Volkszählung 2001 hatte die Gemeinde Globasnitz 1.645 Einwohner, davon waren 98,2 % österreichische Staatsbürger. 54,2 % gehörten der deutschsprachigen und 42,1 % der slowenischsprachigen Volksgruppe an.
Zur römisch-katholischen Kirche bekannten sich 96,0 % der Gemeindebevölkerung, zur evangelischen Kirche und zum Islam jeweils 0,7 %. Ohne religiöses Bekenntnis waren 1,7 %.
Die zweisprachige Pfarre Globasnitz zählt zum zweisprachigen Dekanat Eberndorf/Dobrla vas.
Globasnitz zählt zum slowenischen Dialektgebiet des Jauntales (slow. podjunsko narečje), der ein Dialekt der Kärntner slowenischen Dialektgruppe ist. Die slowenische Sprache und Kultur folgen historisch bis heute den Entwicklungen im gesamten Südkärntner bzw. Jauntaler Raum.

### Bevölkerungsentwicklung
Die Einwohnerzahl ist über die letzten Jahrzehnte recht konstant. Seit 2001 gibt es eine negative Wanderungsbilanz bei leicht positiver Geburtenbilanz.

## Kultur und Sehenswürdigkeiten
- Hemmaberg mit
  - Ausgrabungen fünf frühchristlicher Kirchen
  - Wallfahrtskirche hl. Hemma und Dorothea
  - Rosaliengrotte mit Rosalienquelle
- Archäologisches Pilgermuseum Globasnitz[16]
- Gräberfeld Globasnitz-Ost – ostgotisches Gräberfeld aus der Zeit der Völkerwanderung und Ausgrabung einer frühchristlichen Kirche
- Pfarrkirche Globasnitz Mariä Himmelfahrt – romanisch-gotische Pfarrkirche mit Wandmalereien aus dem 14./15. Jahrhundert und römischen Reliefs. Am Friedhof Karner und Totenleuchte aus dem frühen 16. Jahrhundert.
- Pfarrkirche St. Stefan unter Feuersberg
- Schloss Elberstein in Globasnitz wurde von den 1970er Jahren an von dem Globasnitzer Johann Elbe errichtet und ist für die Öffentlichkeit zugänglich.[17]
- Am Bergrücken in Richtung Hemmaberg sind noch Mauerreste der einstigen Burg Feuersberg (ein Hinweis auf Kreidfeuer) vorhanden.

### Vereine
- Slowenischer Bildungsverein Slovensko izobraževalno društvo Globasnica. Im Jahr 1903 wurde der slowenische Bildungsverein Globasnitz auf Initiative des lokalen Kaplans Ivan Hojnik und des ersten Vorsitzenden Ivan Iekl gegründet. Ziel des Vereins war die Pflege und Förderung der slowenischen Sprache, Kultur und Identität, was den kulturpolitischen Kontext in Kärnten jener Zeit spiegelt. Schwerpunkte der Tätigkeit waren die Aufführung von anspruchsvollen Theaterstücken und die Führung einer reich bestückten Bibliothek, die sich aus den Erlösen der Aufführungen finanzierte. Nach einer Unterbrechung der  Tätigkeit im Zuge der Volksabstimmung 1920 in Kärnten wurde das Kulturschaffen 1921 wieder aufgenommen. In der Zwischenkriegszeit war wiederholte Male der spätere Landtagsabgeordnete Albert Breznik[18] Vorsitzender des Vereins. Der Verein gab auch eine Vereinszeitschrift, den Škorpijon  heraus. 1927 wurde ein Vereinschor gegründet, 1928 der erste Haushaltskurs durch die berühmte Volkspoetin Milka Hartman abgehalten. 1942, nach der Welle der Deportationen von Kärntner Slowenen, die auch zahlreiche Vereinsmitglieder traf, wurde die Vereinsbibliothek verbrannt und Theaterkulissen, darunter 11 Bühnenbilder, zerstört. Die Vereinsprotokolle konnten gerettet werden. Der Verein nahm seine Tätigkeit 1946 wieder auf.[19][20]

- 2012 wurde die erste europäische staatenübergreifende und zweisprachige Behindertenwerkstatt – Werkstatt Florian / delavnica Florijan vom Caritas. Team Lebensgestaltung eröffnet

## Wirtschaft und Infrastruktur

### Wirtschaftssektoren
Die folgende Tabelle zeigt die Entwicklung der Anzahl der Betriebe und der Beschäftigten in den Wirtschaftssektoren:
| Wirtschaftssektor            | Anzahl Betriebe | Anzahl Betriebe | Anzahl Betriebe | Erwerbstätige | Erwerbstätige | Erwerbstätige |
| Wirtschaftssektor            | 2021            | 2011            | 2001            | 2021          | 2011          | 2001          |
| ---------------------------- | --------------- | --------------- | --------------- | ------------- | ------------- | ------------- |
| Land- und Forstwirtschaft 1) | 44              | 138             | 150             | 49            | 58            | 42            |
| Produktion                   | 22              | 17              | 14              | 74            | 45            | 55            |
| Dienstleistung               | 52              | 35              | 26              | 113           | 82            | 74            |

1) Betriebe mit Fläche in den Jahren 2010 und 1999, Arbeitsstätten im Jahr 2021

### Verkehr
Die wichtigste Straßenverbindung ist die Bleiburger Straße B81.

## Politik

### Gemeinderat und Bürgermeister
Der Gemeinderat hat 15 Mitglieder und setzt sich seit der letzten Gemeinderatswahl vom 14. März 2021 wie folgt zusammen:
- 8 EL (2015: 7)
- 5 SPÖ (2015: 6)
- 2 ÖVP (2015: 2)

Direkt gewählter Bürgermeister ist Bernard Sadovnik (EL). Er setzte sich am 15. März 2015 in der Stichwahl erstmals durch und ist damit der zweite Bürgermeister in Kärnten, der der EL angehört.
Am 14. März 2021 wurde Bernard Sadovnik als Bürgermeister wiedergewählt.

### Wappen
Das Wappen von Globasnitz zeigt die mit toskanischen Säulen geschmückte Fassade des kleinen römischen Tempels des 2. Jahrhunderts, von dem drei Säulen, Teile des Architravs und des Giebels sowie andere Werkstücke 1961 und 1963 in Globasnitz gefunden wurden und der nach den Untersuchungen von Dr. Piccotini dem einheimischen Gott Jovenat geweiht war. Drei der Säulen bilden heute ein auf die große antike Vergangenheit von Globasnitz weisendes öffentliches Denkmal im Orte.
Die Blasonierung des Wappens lautet wie folgt: „In Rot ein goldener römischer Tempel mit schwarzer Vorhalle, dessen profilierter Dreiecksgiebel samt dem Architrav mit der Inschrift IOVENAT AVG auf vier toskanischen Säulen ruht.“
Wappen und Fahne wurden der Gemeinde am 14. Februar 1973 verliehen. Die Fahne ist Rot-Gelb mit eingearbeitetem Wappen.

## Persönlichkeiten

### Söhne und Töchter der Gemeinde
- Dieter Ramusch (* 1969), Fußballspieler

### Mit der Gemeinde verbundene Persönlichkeiten
- Sabine Egger (* 1977), Skirennläuferin
- Anton Kutej (1909–1941), Geistlicher, NS-Opfer